# 中顺洁柔
中顺洁柔纸业股份有限公司（深交所：002511），简称中顺洁柔，是中华人民共和国的一家纸业公司。

## 历史
中顺洁柔的创办人邓颖忠出身于中山县的农民家庭，早年辍学以放牛养鸭为生。1979年，邓颖忠利用500元的借款，聘请5个工人，在顺德以承包的形式，建立了一间专门翻新旧水泥包装袋的小作坊。1986年1月6日，该作坊发生火灾，于是工人们将废纸出售予回收站，并得到2万元的收入。在火灾发生后，邓颖忠的工厂利润比1985年整整翻了一倍。
1989年，邓颖忠发现到生活用纸逐步成为日用必需品的趋势后，他的作坊开始转型，转产生活用纸。1992年10月30日，中山市中顺纸业制造公司登记成立，该公司以集体企业名义挂靠中山市胜龙经济发展公司名下，由中山市东升镇胜龙村民委员会主管:31。当时，该公司开始从意大利引进现代化新月型卫生造纸机。1997年11月21日，该公司的控股股东中顺集团成立:69。1999年5月，中顺纸业改制为有限责任公司并重新登记:30。当年该公司的资产过亿，旗下洁柔品牌也开始在广东具有知名度。邓颖忠为此提出了布局全国的新十年计划，在全国各地开始向小型纸厂投资。由于工厂规模小，机器陈旧等原因，邓颖忠决定关停既有工厂，并将工厂股权出售:48-52。随后他改变思路，在对外投资前即建立咨询团队，确保企业业绩稳定。之后中顺在全国各地开设的工厂也实现了平稳运营。
2008年8月1日，中顺纸业召开董事会，通过关于中顺纸业整体变更设立为中顺洁柔纸业股份有限公司的决议，同年12月31日核准登记:41。在整体变更前，为配合整体业务发展规划，优化“生产基地+营销网络”覆盖全国的战略布局，中顺纸业对相关资产进行了重组:41。2010年，中顺洁柔在深交所挂牌上市，成为中国大陆首家在A股市场上市的生活用纸企业。
2015年，金红叶纸业原市场团队加入中顺洁柔，令公司业绩持续增长。2016年，公司归母净利润达到2.6亿元，同比增长195.27%。此后数年，公司业绩增速均保持在双位数以上。2021年6月，中顺洁柔的市值一度达到460亿元，因此被中小投资者称为“纸茅”。
中顺洁柔成立以来的很长一段时期，主要股东及管理层均由邓颖忠家族出任，故具有典型的家族企业特征。2021年3月，邓颖忠长子邓冠彪获聘任为总裁后，仅过去两个月即向董事会辞去职务。随后，邓颖忠辞去董事长职务，转任战略委员会主席；以银行业出身的刘鹏接任董事长兼总裁。刘鹏上任后即调整及优化高管组织架构，增设2个新岗位，并在公司内部提拔销售、生产的负责人，同时引进了两名有世界500强工作经历的高级顾问。另外公司多位主管生产、营销等关键岗位负责人先后离职。中顺洁柔的一系列人事变动也淡化了家族企业特征，转型为职业经理人模式，深交所还为此下发关注函。自2021年高管替换后，中顺洁柔业绩出现下滑，然而该公司的解释是“国际原材料、包材及能源价格上涨”，造成公司生产成本上升；叠加消费市场疲软、市场竞争激烈等，导致盈利水平下降。

## 业务

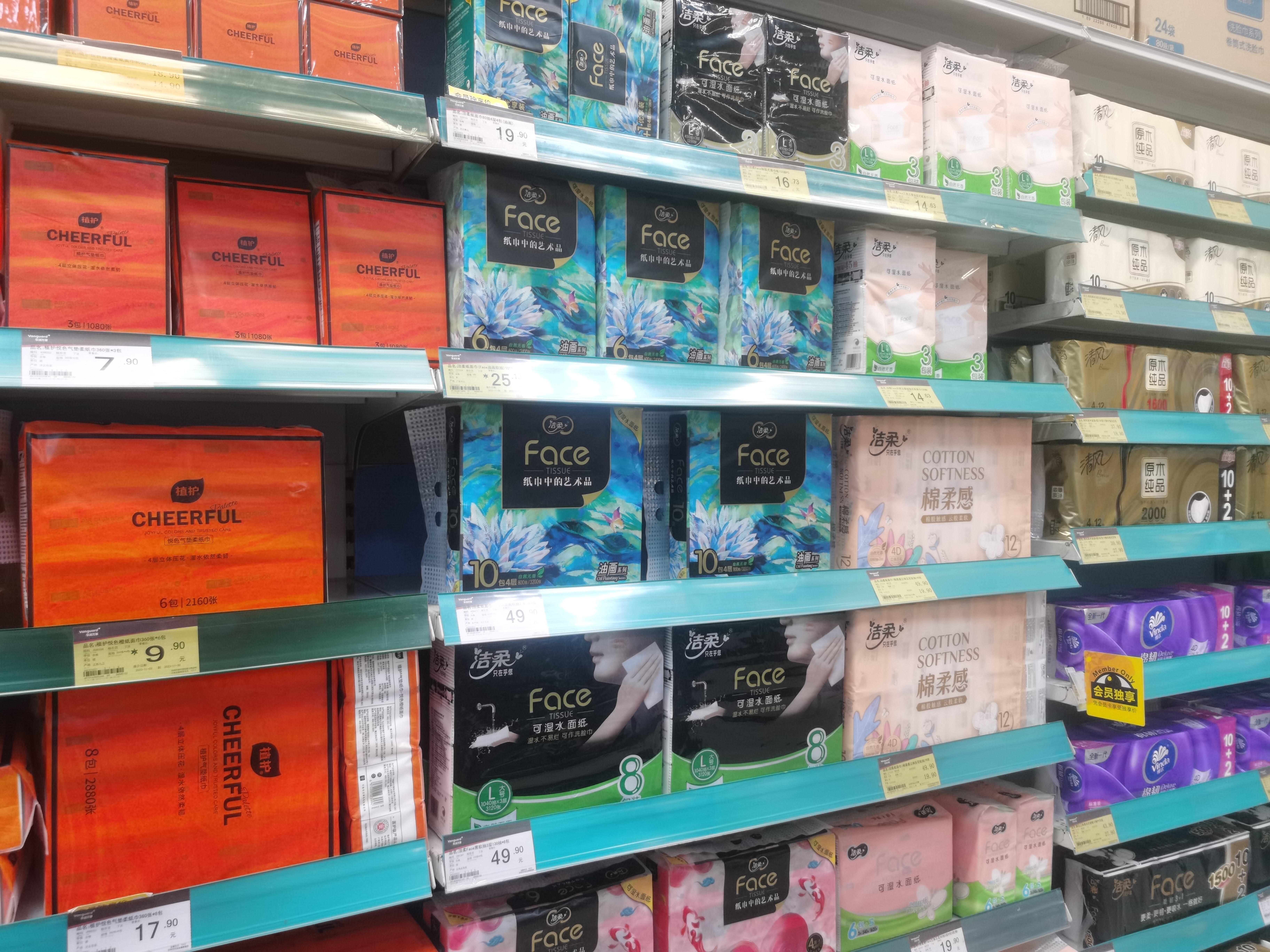
中国大陆一超市货架摆放的洁柔系列产品，其中Face系列为主打产品

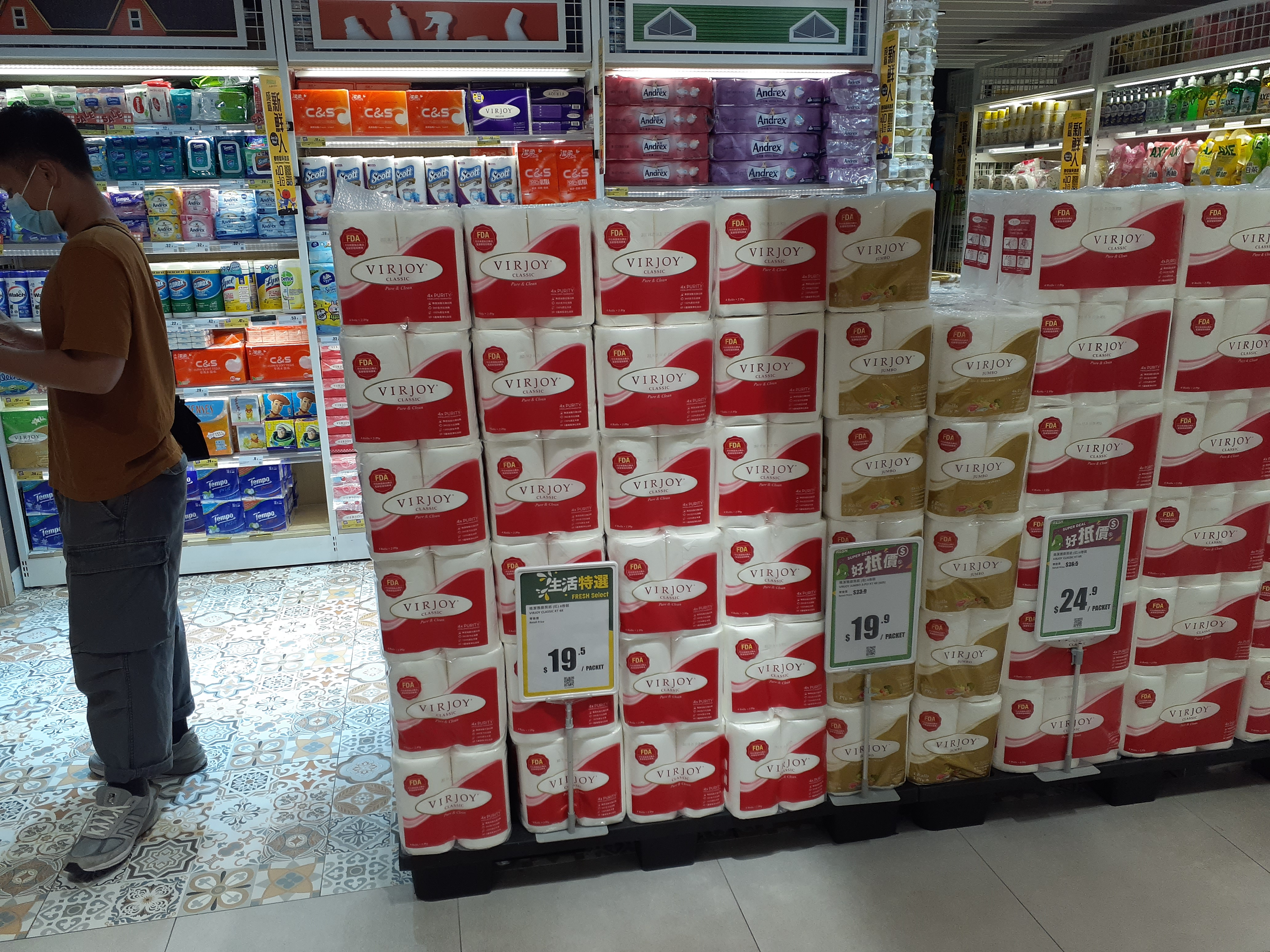
香港超市销售的洁柔产品（橙色包装）

中顺洁柔是一家主营生活用纸及个人护理用品的企业，拥有生活用纸及湿巾品牌“洁柔”、“太阳”，以及卫生巾品牌“朵蕾蜜”，产品种类包括卫生纸、纸面巾、纸手帕、餐巾纸、湿巾、厨房纸巾、卫生巾、洁面巾等:11。2020年，中顺洁柔以大健康为核心，推出多个系列产品矩阵，如以女性消费者及婴童等群体研发的Lotion系列，以可湿水为卖点的Face系列，以新一代压花工艺为特点的棉柔感系列，面向年轻群体及下沉市场的“太阳”系列，以及采用医护级生产的个人护理产品朵蕾蜜卫生巾等:11。其中可湿水生活用纸是中国大陆地区首创产品，具有“湿水不易烂，可作洗脸”的特点，2007年荣获“广东省造纸学会科学技术奖成果二等奖”；棉柔感系列具有柔、滑、润的特点，也是中国大陆地区首创产品:105。2023年，中顺洁柔与马应龙联名，推出护菊版湿厕纸。
截至2022年，中顺洁柔在广东中山、江门、云浮、四川成都、达州（在建）、浙江嘉兴、湖北孝感、河北唐山建有生产基地，销售网络覆盖全中国大陆，并出口至东南亚、东北亚、大洋洲、北美等市场:12。

## 事件
2023年9月17日，中顺洁柔抖音官方直播间因员工操作失误，将原价56.9元1箱的纸巾误设置为10元6箱，引发大量用户下单抢购，最终成交订单数超过4万单，造成中顺洁柔损失超过一千万元。9月19日，中顺洁柔官方微博就此发表声明表示，称事发后公司紧急召开会议，会上一致认为虽然公司损失巨大，但依然要以诚信和用户至上，公司向所有下单的用户承诺订单正常发货。